# 恋はスリル、ショック、サスペンス
「恋はスリル、ショック、サスペンス」（こいはスリル、ショック、サスペンス）は、日本の歌手・愛内里菜の楽曲。2000年10月25日にGIZA studioより4作目のシングルとして発売された。
表題曲である「恋はスリル、ショック、サスペンス」は、テレビアニメ『名探偵コナン』（読売テレビ・日本テレビ系）の8代目オープニングテーマとして使用され、主人公である江戸川コナンがオープニングアニメーションで、本曲に合わせてパラパラを踊ったことでも話題となった。その後、愛内は2010年まで計7回、『コナン』とのタイアップを行った。

## パラパラ
オープニングアニメーションにパラパラを取り入れた理由は、当時の『コナン』で制作担当を務めていた小林弘明に、プロデューサーを務めていた吉岡昌仁から「今度のオープニングに『パラパラ』を入れろ」と指示があったためである。当初、小林はパラパラ風な映像を部分的に使用する予定だったが、「俺のイメージと全然違う」という吉岡の意見で絵コンテが作り直され、オンエアギリギリまで制作が続いた結果、コナンしか踊っていないゆえに複数のスタッフに振り分けての制作は不可能であることに気づいたという。そういった経緯からも、小林は演出を担当した佐藤真人、原画を担当した堀内博之、色指定を担当した平出真弓のほか、外部協力の佐藤弘幸（サンライズ）の4人には特に感謝を述べている。また、吉岡と同じくプロデューサーを務めていた諏訪道彦はスタッフから演出プランを聞かされた当初、『コナン』の原作者である青山剛昌からのクレームを懸念したが、やるからには中途半端でなくちゃんとやった方が良いとの結論に達し、神楽坂に存在していたディスコ『TWINSTAR』を吉岡と共に訪れ、実際に踊っているパラパラを参考にしたとの旨を述べている。
振り付けは、『TWINSTAR』の支配人を務めていた宮地弘和が担当した。この振り付けは各所の注目を集め、2020年にはWANDSによる51代目オープニングテーマ「真っ赤なLip」が流れるオープニングアニメーションでも本曲をオマージュしたダンスをコナンが踊ったほか、最後の決めポーズも本曲のオマージュとなっている。
その後、SNSにて「踊ってみた動画」が流行するようになった後には本曲のそれも話題となっており、読売テレビアナウンサーの佐藤佳奈も2021年に実施された『コナン』の「アニメ放送1000回記念プロジェクト」に合わせて本曲の「踊ってみた動画」をYoutubeにて公開しているほか、愛内も改めて本曲を歌唱する姿を自身のYouTubeチャンネルにてたびたび公開している。
シングルには、パラパラの振り付け表『完全図解 踊る名探偵!!!』が付属された。

## チャート成績
愛内はこの曲で初のオリコンチャートTOP10入りを果たした。セールスにおいても、「NAVY BLUE」に次ぐ売り上げを記録している。

## 収録曲
| 全作詞: 愛内里菜。 |                                                                      |           |            |           |                               |      |
| #                  | タイトル                                                             | 作詞      | 作曲       | 編曲      | リミックス                    | 時間 |
| 1.                 | 「恋はスリル、ショック、サスペンス」                                 | 愛内里菜  | 大野愛果   | 尾城九龍  |                               | 4:55 |
| 2.                 | 「光色のかけら」                                                     | 愛内里菜  | 岩井勇一郎 | 尾城九龍  |                               | 4:59 |
| 3.                 | 「恋はスリル、ショック、サスペンス 〜KH-R Jr STARLIGHT MIX Ver.S〜」 | 愛内里菜  | 大野愛果   |           | DJ K.Hasegawa (KH-R)(KH-R Jr) | 4:38 |
| 4.                 | 「purple haze 〜future techno mix〜」                                | 愛内里菜  | 金子奈未   |           | 尾城九龍                      | 4:34 |
| 5.                 | 「恋はスリル、ショック、サスペンス <Instrumental>」                  | 愛内里菜  |            |           |                               | 4:53 |
| 合計時間:          | 合計時間:                                                            | 合計時間: | 合計時間:  | 合計時間: | 23:59                         |      |

## タイアップ
- 読売テレビ・日本テレビ系テレビアニメ『名探偵コナン』オープニングテーマ（#1）。
- 熊本朝日放送『夏の高校野球』テーマソング（#2）。

## 収録アルバム
- THE BEST OF DETECTIVE CONAN 〜名探偵コナン テーマ曲集〜（#1）
- Be Happy（#1）
- Single Collection（#1）
- GIZA studio 10th Anniversary Masterpiece BLEND 〜FUN Side〜（#1）
- BEST HIT BEING（#1）
- ALL SINGLES BEST 〜THANX 10th ANNIVERSARY〜（#1）
- COLORS（#2）
- GIZA studio presents -Girls-（#1）

## 他アーティストによるカバー
コンサートでの歌唱や動画共有サービスへの投稿のみのものは割愛。
| アーティスト | 収録先        | 備考                      |
| ------------ | ------------- | ------------------------- |
| 大野愛果     | Secret Garden | 全英語詞。 セルフカバー。 |